# Make Mine Freedom
Make Mine Freedom es un cortometraje animado anticomunista de John Sunderland Productions dirigida por George Gordon y estrenado el 25 de febrero de 1948 por Metro-Goldwyn-Mayer. El cortometraje ganó el premio Freedoms Foundation en 1949 y el premio del Festival de cine de Cleveland en 1950. Fue patrocinado por el Programa Nacional de Educación de Harding College, con fondos de Alfred P. Sloan Foundation y Falk Foundation.

## Sinopsis
John Q. Public brinda una perspectiva histórica y educativa sobre el capitalismo y la libertad de los Estados Unidos de América. Parábola de historieta que presenta el sistema de gobierno estadounidense como el mejor del mundo. "Dr. Utopía", un vendedor de aceite de serpiente de apariencia "extranjera", convence a los estadounidenses a beber su fórmula de "ismo". Los ciudadanos están sumidos en una pesadilla totalitaria en la que se prohíben las huelgas, se confisca la propiedad privada y se les lava el cerebro a los disidentes. Afortunadamente, "John Q. Public" se hace cargo y expulsa al doctor malvado de la ciudad.